# فرناندو دي ليو
فرناندو دي ليو (بالإيطالية: Fernando Di Leo)‏ هو كاتب وكاتب سيناريو ومخرج إيطالي، ولد في 11 يناير 1932 في سان فرديناندو دي بوليا في إيطاليا، وتوفي في 1 ديسمبر 2003 في روما في إيطاليا.

## وصلات خارجية
- فرناندو دي ليو على موقع IMDb (الإنجليزية)
- فرناندو دي ليو على موقع ألو سيني (الفرنسية)
- فرناندو دي ليو على موقع أول موفي (الإنجليزية)
- فرناندو دي ليو على موقع قاعدة بيانات الأفلام السويدية (السويدية)
- فرناندو دي ليو على موقع قاعدة بيانات الفيلم (الإنجليزية)
- فرناندو دي ليو على موقع كينوبويسك (الروسية)